# کیلمیرا کوریاسی
کیلمیرا کوریاسی (نام علمی: Kielmeyera coriacea) نام یک گونه از راسته مالپیگی‌سانان است.